# Ao Quan
Ao Quan (敖犬), de son nom de naissance Zhuang Hao Quan (莊濠全), est un acteur et chanteur taïwanais né le 30 octobre 1982.

## Série télévisée
- Shen Zhen (Hunan TV, 2014)
- First Kiss (FTV, 2014)
- Gloomy Salad Days (PTS, 2010)
- The Legend of Brown Sugar Chivalries (StarTV, 2008)
- Brown Sugar Macchiato (FTV, 2007)
- The Magicians of Love (TTV, 2006)
- White Robe of Love (CTS, 2006)

## Films
- You Are the Apple of My Eye (2011)
- Chun Guang Can Lan Zhu Jiu Mei 春光燦爛豬九妹 (2010)
- Martial Spirit (2010)

## Génériques
- Lollipop - Mi Mi Ji Di (秘密基地), The Legend of Brown Sugar Chivalries (2008)
- Lollipop - Cang Jing Ge (藏經閣), Hei Tang Qun Xia Zhuan (2008)
- Lollipop & Hei Se Hui Mei Mei - Ku Cha, Brown Sugar Macchiato (2007)
- Lollipop - Da Zhu Tou, Brown Sugar Macchiato (2007)
- Lollipop - Ai Qing Ma Qi Duo, Brown Sugar Macchiato (2007)
- Lollipop & Hei Se Hui Mei Mei - Hei Tang Xiu, Brown Sugar Macchiato (2007)